# Speciedaler

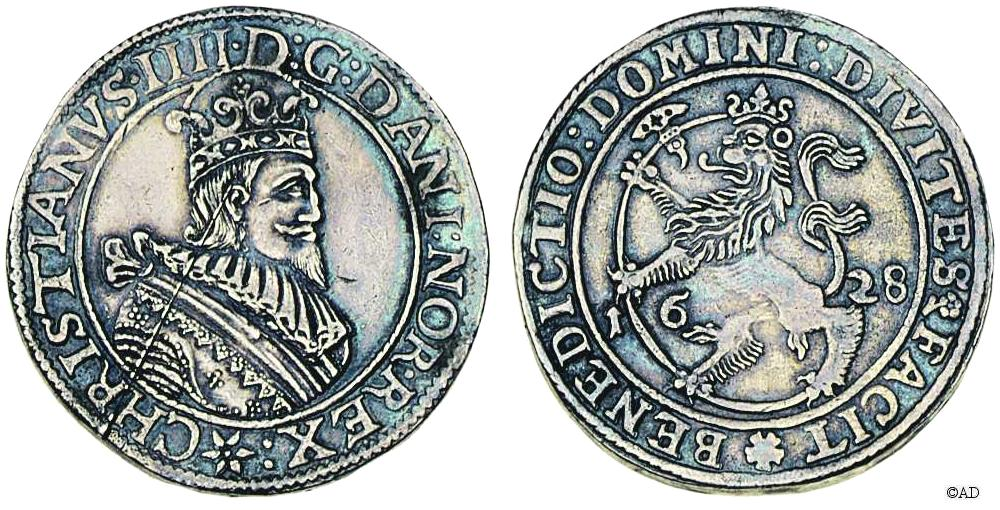
Norwegischer Speciedaler von 1628, Vorderseite: Christian IV. Rückseite: Löwe mit gekrümmter Hellebarde

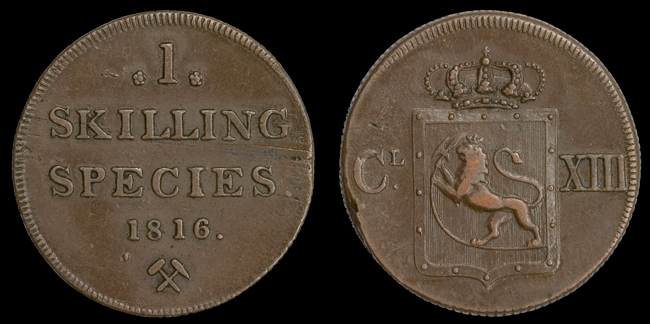
Norwegischer Schilling von 1816

Speciedaler ist die Bezeichnung für einen Münztyp, der zwischen 1560 und 1875 in Dänemark und Norwegen verwendet wurde. Ähnliche Münzen waren im deutschsprachigen Raum als Speciesthaler bekannt. Ein Speciedaler ist ein  Taler in specie; d. h. eine tatsächlich geprägte, sichtbare Kurantmünze, die meist ein Bild des Münzherrn auf der Vorderseite zeigt. Als Abkürzungen waren Spd. oder Sp. gebräuchlich.

## Geschichte
Dänemark-Norwegen war von 1380 bis 1814 ein Staatenbund zwischen Dänemark und Norwegen unter dänischer Vorherrschaft. Der Dänische König war gleichzeitig König von Norwegen. Die Münz- und Währungsgeschichte beider Länder ist daher eng miteinander verwoben.
Ein Speciedaler war ursprünglich eine große Silbermünze mit einem Gewicht von knapp 30 Gramm und einem Silbergehalt von 87,5 %. Später wurden auch Banknoten im Wert von einem oder mehreren Speciedalern gedruckt. Anfänglich lag der Wert von 6 Speciedalern bei 96 Schillingen (dän./norw.: skilling). Auf Grund des abnehmenden Silbergehalts der Skillings wurden die Speciedaler oft zu 120 Schillingen gehandelt. Unter Carl III. Johan wurde der Wert offiziell auf 120 Schilling oder 5 ort (1 ort = 24 Schilling) festgelegt. Der erste norwegische Speciedaler wurde in Dänemark geprägt. Die norwegische Produktion begann 1628 in Christiania (heute Oslo) und wurde von 1686 bis 1873 in der Königlichen Münzstätte von Kongsberg fortgesetzt.
1778 brachte der dänische Gesamtstaat, zu dem damals auch die Herzogtümer Schleswig und Holstein gehörten, eine Speciesmünze zu 60 Schillingen schleswig-holsteinisch Courant heraus.
1814 wurde Norwegen von Dänemark unabhängig. Mit der skandinavischen Währungsreform im Jahre 1873 übernahmen Dänemark und Schweden die Krone und Øre. Norwegen folgte und schloss sich 1875 der Währungsunion an. Somit entsprach 1 Speciedaler vier Norwegischen Kronen. Unter Berücksichtigung des Konsumpreisindexes wäre 1 Speciedaler im Jahre 2009 195 Norwegische Kronen wert gewesen.

## Münzen
- 4 Speciedaler
- 3 Speciedaler
- 2 Speciedaler
- 1 Speciedaler
- ½ Speciedaler
- ¼ Speciedaler
- ⅛ Speciedaler

1604 prägte Christian IV. eine 4-eckige Münze (auch Klippe genannt) aus Gold. Der Wert betrug 8 Speciedaler.